# World University Boxing Championship 2006
Die 2. World University Boxing Championships fanden vom 3. bis 9. Oktober 2006 in der kasachischen Stadt Almaty statt. Bis auf das Fliegengewicht wurden zwei Bronzemedaillen pro Gewichtsklasse vergeben.

## Medaillengewinner
| Klasse                          | Gold                              | Silber                        | Bronze                                                       |
| ------------------------------- | --------------------------------- | ----------------------------- | ------------------------------------------------------------ |
| Halbfliegengewicht (bis 48 kg)  | Nurlan Abdraimov Kasachstan       | Aleksander Gritshuk Ukraine   | Jigjid Otgonbayar Mongolei Sherali Dostiew Tadschikistan     |
| Fliegengewicht (bis 51 kg)      | Andrei Spiridonov Kasachstan      | Anvar Yunusov Tadschikistan   | Pueruvoris Seramba Mongolei                                  |
| Bantamgewicht (bis 54 kg)       | Enkhbatyn Badar-Uugan Mongolei    | Yerzhan Omirzhanov Kasachstan | Bakhodur Karimov Tadschikistan Hüseyin Dündar Türkei         |
| Federgewicht (bis 57 kg)        | Abdugaffar Umarov Usbekistan      | Araik Ambartsumow Russland    | Madi Shulakov Kasachstan Çetin Özdemir Türkei                |
| Leichtgewicht (bis 60 kg)       | Ivan Lopatin Russland             | Askarbek Kalpakov Kasachstan  | Mustafa Doğan Türkei Uranchimegiin Mönkh-Erdene Mongolei     |
| Halbweltergewicht (bis 64 kg)   | Darkhan Ashirov Usbekistan        | Dmitry Mikhailenko Russland   | Bjambyn Tüwschinbat Mongolei Zakir Artykov Usbekistan        |
| Weltergewicht (bis 69 kg)       | Baqyt Särsekbajew Kasachstan      | Maxim Koptjakow Russland      | Chuluntumur Tomorkhuyal Mongolei Aleksandar Drenovak Serbien |
| Mittelgewicht (bis 75 kg)       | Dauren Yeleusinov Kasachstan      | Aleksi Tsherbakov Russland    | Igor Konobeyev Moldau Kaya Sakaş Türkei                      |
| Halbschwergewicht (bis 81 kg)   | Jerdos Dschanabergenow Kasachstan | Bahram Muzaffer Türkei        | Zaur Teimurov Aserbaidschan Jakhon Banov Tadschikistan       |
| Schwergewicht (bis 91 kg)       | Vitaliyus Subachus Litauen        | Mikhail Muntyan Moldau        | Erhan Şentürk Türkei Yevgnei Yegemberdiev Kasachstan         |
| Superschwergewicht (über 91 kg) | Magomed Abdussalamov Russland     | Deniz Fidan Türkei            | Denis Ursu Moldau Kanat Altayev Kasachstan                   |

## Medaillenspiegel
| Rang | Land          | Gold | Silber | Bronze | Gesamt |
| ---- | ------------- | ---- | ------ | ------ | ------ |
| 1    | Kasachstan    | 5    | 2      | 3      | 10     |
| 2    | Russland      | 2    | 4      |        | 6      |
| 3    | Usbekistan    | 2    |        | 1      | 3      |
| 4    | Mongolei      | 1    |        | 5      | 6      |
| 5    | Litauen       | 1    |        |        | 1      |
| 6    | Türkei        |      | 2      | 5      | 7      |
| 7    | Moldau        |      | 1      | 2      | 3      |
| 7    | Tadschikistan |      | 1      | 2      | 3      |
| 9    | Ukraine       |      | 1      |        | 1      |
| 10   | Aserbaidschan |      |        | 1      | 1      |
| 10   | Serbien       |      |        | 1      | 1      |
|      | Total         | 11   | 11     | 20     | 42     |

## Teilnehmernationen
| - Aserbaidschan - Deutschland - Japan - Kasachstan - Kirgisistan |  | - Litauen - Moldau - Russland - Serbien - Tadschikistan |  | - Türkei - Turkmenistan - Ukraine - Usbekistan - Mongolei |